# Cheiloclinium pedunculatum
Cheiloclinium pedunculatum är en benvedsväxtart som först beskrevs av Albert Charles Smith, och fick sitt nu gällande namn av Albert Charles Smith. Cheiloclinium pedunculatum ingår i släktet Cheiloclinium och familjen Celastraceae. Inga underarter finns listade.